# José Manuel Puelles de los Santos
José Manuel Puelles de los Santos (Sevilla, 16 de enero de 1894-ibídem, 5 de agosto de 1936) fue un médico y político español que llegó a ser presidente de la Diputación Provincial de Sevilla. Fue asesinado por el ejército golpista tras el golpe de Estado de julio de 1936.

## Biografía
Hijo de gaditano (el doctor José Manuel Puelles Ruiz, radiólogo) y sevillana, finaliza el bachillerato en 1912 e inicia estudios de medicina en la Facultad de Ciencias de la Universidad de Sevilla que termina en 1920.
Ejerció como médico del equipo de fútbol de la capital sevillana, siendo el primer doctor que tuvo el Sevilla Fútbol Club, también ejerció de médico de la Asociación de la Prensa.
Escribió artículos en diversos periódicos de la ciudad donde divulgaba sus conocimientos para tratar de ponerlos al alcance del pueblo, cosa que hacía también dando conferencias. De la misma manera gustaba de escribir poesía, arte donde consiguió cierto prestigio.
Sus inicios en la política fueron por razones profesionales con la intención de mejorar la salud y condiciones de vida de los ciudadanos, así, llevaba las dos profesiones de manera paralela.
Su primera aparición pública de carácter político fue el 11 de febrero de 1926 en la Tertulia Republicana, donde acudiría con más frecuencia a partir de la dictadura de Primo de Rivera. Sus inclinaciones le llevaron a afiliarse al Partido Republicano Radical. En junio de 1929 es elegido vocal de la Junta Municipal Central, que entonces presidía Diego Martínez Barrio.
En las elecciones municipales celebradas el 12 de abril de 1931, sale elegido concejal del Ayuntamiento de Sevilla, después pasa a ser teniente de alcalde, presidente de la Comisión de Asistencia Pública Sanitaria y también ejerce de vocal de la Comisión Especial de Aeropuerto.
En enero de 1933 forma parte de la Comisión de Propaganda del Partido Republicano Radical.
El 3 de febrero de 1934 ejerce por primera vez como presidente de la Diputación Provincial de Sevilla, siendo cesado por motivos de nominación de partidos en septiembre de 1934.
El 25 de febrero de 1936 vuelve a tomar posesión del cargo de Presidente de la Diputación Provincial de Sevilla tras ganar su partido las elecciones.
El 18 de julio de 1936, una vez comenzado el golpe de Estado de julio de 1936, después de una sesión plenaria y estando reunido con varios compañeros del partido, recibe una llamada donde se le ofrece salir de la ciudad en avión. Al no tener nada que temer, rechaza tal ofrecimiento; un día más tarde es conducido a la prisión provincial para ser encarcelado.
El 5 de agosto es fusilado junto a otros miembros de su partido político tras aplicársele el bando de guerra de la Autoridad Militar establecida por el ejército sublevado. Previamente le fueron robadas por requisición parte de sus pertenencias, entre ellas cuadros de Picasso y Valdés Leal.
Su defunción no queda inscrita hasta el 3 de septiembre de 1937.

## Vida familiar
Se casó con Purificación Codes y Díez de la Cortina, siendo fruto de esta unión sus ocho hijos: José, Esperanza, Purificación, Manuel, Julio, Alejandro, Bienvenido y Ramón. Durante su estancia en presidio escribió siete estremecedoras cartas a su esposa que son de destacar.

## Homenajes
El 12 de abril de 2019, el ayuntamiento de Sevilla homenajeó y reconoció a los exconcejales de la Corporación Municipal de 1936 que fueron asesinados o represaliados, entre ellos a Puelles de los Santos.